# 1960 na rádio

## Eventos
- 31 de janeiro - fundação da Rádio Clube em Teresina, Piauí (Brasil).
- 2 de outubro - fundação da Rádio Gazeta em Maceió, Alagoas (Brasil).
- 6 de outubro - fundação da Rádio Liberal em Belém do Pará (Brasil).

## Nascimentos
| Data            | Nome              | Profissão                                                 | Nacionalidade | Observações | Ref |
| --------------- | ----------------- | --------------------------------------------------------- | ------------- | ----------- | --- |
| 12 de setembro  | Jorge Lanata      | jornalista, escritor, documentarista, editor e radialista | Argentina     |             |     |
| 23 de fevereiro | Altieris Barbiero | locutor                                                   | Brasil        |             |     |

## Mortes
| Data | Nome | Profissão | Nacionalidade | Observações | Ref |
| ---- | ---- | --------- | ------------- | ----------- | --- |